# 长江福北水道拖轮自沉事故
长江福北水道拖轮自沉事故是发生于2015年1月15日下午3点在江苏省靖江市對開长江水域（福北水道）的一艘试航中的拖船沉没事故。经过最终确认，失踪的22人的遗体全部发现，除此之外早前有3人获救。

## 船员情况
经过中国外交部和江苏省水上搜救中心的确认，一共有25名船员，其中包括8位外籍船员，分别是新加坡4人，印尼、马来西亚、印度、日本等国籍各1人。他们分别是这艘拖船的船东和工程技术人员。

## 船舶情况

一般拖船的结构

沉没的船只是安徽蚌埠籍新造的拖轮“皖神舟67”，船长30米，为安徽蚌埠神舟机械有限公司制造的。2014年10月从蚌埠港拖至靖江博泰船厂并租用船厂码头进行舾装作业。
皖神舟67是由大洋工程机械贸易有限公司投资，蚌埠神舟机械有限公司制造并所有，拟出售给新加坡JMS公司。
- 船籍港：蚌埠。
- 登记机关：安徽省蚌埠市地方海事局。
- 船级：美国船级社（American Bureau of Shipping）。
- 船舶种类：拖轮。
- 船舶情况：钢质船体，船舶长度29.36米，总吨368，主机功率2942千瓦。[10]

## 事发情况
这艘拖轮还处于建造完工阶段，但并未向主管部门办理手续，也没有报告船只的动态的情形下，就擅自进行试航。在船只进行全回转试验时，因操作不当，造成了船舶瞬间倾覆，而后快速沉没。根据获救船员回忆，出事后，船只倾斜厉害，船舱很快就进水了。甚至连驾驶舱的几人都来不及跑出来，江水就淹没了舱门。
经过江苏海事局副局长确认，事发地点在长江福北水道FB14号标附近，沉船随水流漂移接近3千米后到了FB13号标处，出事时的水面状况都很好。
事故发生后，失事船舶就呈现翻沉倒扣的状态，而事发水域环境复杂，水流湍急，救援作业比较困难。江苏省搜救中心已经将失事船只逐步推到浅水区，也派遣了潜水员去水下打捞救援，但都未发现失踪的船员。

## 事发以及救援经历
经确认，救援起来的3人均为中国籍，其中2人是出事后第一时间救起来的，而在事发14小时后，救援人员通过切割开露在水面上的船底将第三人救出。而搜救范围也已经扩大至事发地下游20公里。
2015年1月15日15:40，“皖神舟67”轮船在长江福姜沙北水道试航过程中翻沉，其中两人首先被救起。1月16日4:50，救助人员爬到倒裸露在外的船底，听到微弱的回声，对该部位船底进行切割开口。5:36，救援人员成功救出1名困于沉船内的遇险船员。9:30，完成沉船打捞的第3根钢丝缆下穿兜底。16:30，沉船被安全平移至北岸侧浅滩水域。17日5:45，钢缆布设完毕，开始扶正作业。6:30，沉船整体打捞出水。在11时左右，驾驶舱及其附近区域发现19名遇难者遗体，在事发水域也打捞其遇难者遗体。于13时30分，江苏福北水道沉船事故的最后一具遗体被找到，救援工作全部结束。